# Шевале, Эмиль
Эмиль Шевале (фр. Émile Chevalet; 1 ноября 1813, Левру — 14 января 1894, Париж) — французский писатель

, журналист, историк и либреттист.

## Биография
Имел юридическое образование и работал в провинции клерком в нотариальной конторе; его первый роман был опубликован в этот период жизни под псевдонимом Эмиль Росси. Затем решил попытаться начать карьеру в Париже и переехал в столицу, однако не достиг там успеха, вернулся в провинцию, устроился работать школьным учителем и вскоре женился. Впоследствии, однако, ему удалось устроиться на работу в военное министерство и даже возглавить один из его отделов. Это позволило ему вновь переехать в Париж и всё своё свободное время посвящать написанию различных произведений.
Творческое наследие Шевале велико и разнообразно: он писал романы, рассказы, путевые очерки, либретто для оперетт и водевилей, сочинения по истории, философии и экономике, статьи на различные темы и даже учебные пособия для полковых школ, не указывая на них имя автора. Как журналист сотрудничал с газетами Corsaire и Le Figaro, написал ряд статей для военного журнала Journal de l’armée territoriale под псевдонимом «Théols» и завершил издание военно-административного словаря.
Главные произведения: «Amélie ou la grisette de province», «La quiquengrogne», «Mémoires d’une pièce de cinq francs», а также «Précis d’Histoire moderne et contemporaine» (1865), «Histoire politique et militaire de la Prusse depuis ses origines jusqu’à 1867» (1867), «Mon Journal pendant le siège et la Commune» (1871), «Question sociale» (1882).